# 南風原町
南風原町（はえばるちょう、沖縄語: ふぇーばる）は、沖縄本島南部に位置する町。
沖縄県の町では最も人口が多く、近年人口増加が目立っている。那覇市を含む6市町に囲まれており、現在、沖縄県の自治体では唯一海に面していない、内陸自治体となっている。また、主要四島(北海道、本州、四国、九州)以外の自治体まで範囲を広げても唯一の内陸自治体となっている。

## 地理

### 字一覧
元は村制前の11村を引き継いだ11字を置いていたが、のちに1字新設され、現在は12字を数える。
- 新川（あらかわ）
- 兼城（かねぐすく）
- 神里（かみざと）
- 喜屋武（きゃん）
- 津嘉山（つかざん）
- 照屋（てるや）
- 宮城（みやぐすく）
- 宮平（みやひら）
- 本部（もとぶ）
- 山川（やまがわ）
- 与那覇（よなは）
- 大名（おおな） － 1951年、与那覇・宮城の各一部より発足。

### 隣接する自治体
- 那覇市
- 豊見城市
- 南城市
- 八重瀬町
- 西原町
- 与那原町

## 歴史
三山分立時代は中山に属していた。1611年の慶長検地以前から真和志や西原と共に首里王府の直轄地域であった。
- 1908年4月1日 島嶼町村制の施行により南風原村が形成される。11字。
- 1973年1月18日 村職員労働組合が営外に居住する自衛官の住民登録について反対運動を行う。役場に書類を持ち込んだ行政書士を軟禁するも、最終的には村長が届出を直接受理[2]。
- 1980年4月1日  町制施行。

## 行政

### 南風原町
町長：赤嶺 正之（あかみね まさゆき）
副町長：新垣 吉紀（あらかき よしのり）
教育長：金城 郡浩（きんじょう くにひろ）

### 南風原町議会
議員定数16　現議員数16　欠員0

議　長：玉城　勇（たまき　いさむ）

副議長：大城　真孝（おおしろ　まさたか）
党派別構成
- 日本共産党：2人
- 公明党：1人
- 無所属：13人

## 姉妹都市・提携都市
- レスブリッジ市（カナダアルバータ州） - 2003年友好都市締結

## 経済

### 南風原町に本社を置く企業
- 近代美術
- 光文堂コミュニケーションズ
- イオン琉球（旧・琉球ジャスコ）
  - イオン南風原ショッピングセンター
- スズケン沖縄薬品
- 丸大 (沖縄県)

### 郵便
- 南風原中郵便局（集配局）
- 南風原郵便局
- 宮平郵便局
- 津嘉山郵便局

## 教育

### 高等学校
- 沖縄県立開邦高等学校※中高併設
- 沖縄県立南風原高等学校

### 中学校
- 沖縄県立開邦中学校※中高併設
- 南風原町立南風原中学校
- 南風原町立南星中学校

### 小学校
- 南風原町立南風原小学校
- 南風原町立津嘉山小学校
- 南風原町立北丘小学校
- 南風原町立翔南小学校

### 幼稚園
- 南風原町立津嘉山幼稚園
- 南風原町立南風原幼稚園
- 南風原町立翔南幼稚園
- 南風原町立北丘幼稚園

### 特別支援学校
- 沖縄県立沖縄盲学校

## 健康

### 人口
| |                                          |  |
| 南風原町と全国の年齢別人口分布（2005年） | 南風原町の年齢・男女別人口分布（2005年） |  |
| ■紫色 ― 南風原町 ■緑色 ― 日本全国 | ■青色 ― 男性 ■赤色 ― 女性                |  |
| 南風原町（に相当する地域）の人口の推移 \| 1970年（昭和45年） \| 10,981人 \| \| \| 1975年（昭和50年） \| 15,212人 \| \| \| 1980年（昭和55年） \| 20,679人 \| \| \| 1985年（昭和60年） \| 24,937人 \| \| \| 1990年（平成2年） \| 28,616人 \| \| \| 1995年（平成7年） \| 30,249人 \| \| \| 2000年（平成12年） \| 32,099人 \| \| \| 2005年（平成17年） \| 33,537人 \| \| \| 2010年（平成22年） \| 35,244人 \| \| \| 2015年（平成27年） \| 37,502人 \| \| \| 2020年（令和2年） \| 40,440人 \| \| |                                          |  |
| 総務省統計局 国勢調査より |                                          |  |
| 1970年（昭和45年） | 10,981人                                 |  |
| 1975年（昭和50年） | 15,212人                                 |  |
| 1980年（昭和55年） | 20,679人                                 |  |
| 1985年（昭和60年） | 24,937人                                 |  |
| 1990年（平成2年） | 28,616人                                 |  |
| 1995年（平成7年） | 30,249人                                 |  |
| 2000年（平成12年） | 32,099人                                 |  |
| 2005年（平成17年） | 33,537人                                 |  |
| 2010年（平成22年） | 35,244人                                 |  |
| 2015年（平成27年） | 37,502人                                 |  |
| 2020年（令和2年） | 40,440人                                 |  |

### 医療
- 沖縄県立南部医療センター・こども医療センター
- 沖縄県立精和病院
- 医療法人社団輔仁会 嬉野が丘サマリヤ人病院
- 医療法人信和会 沖縄第一病院
- 医療法人正清会 久田病院
- 医療法人フェニックス 博愛病院

### 福祉・保健
- 沖縄県南部福祉保健所

### 衛生
- 那覇市・南風原町環境施設組合

## 交通

### 路線バス
南風原町内の路線バスはすべての路線が那覇市内を発着または経由する。
町域中央部の国道329号には那覇市と与那原町方面などを結ぶ市外線が、町域西部の国道507号には那覇町と八重瀬町方面などを結ぶ市外線が運行されている。ほかに、那覇市首里を経由して浦添と与那原・馬天を結ぶ路線も通っている。町内の県立医療センター前バス停には高速バスも停車する。
また新川地区にある県立医療センターや那覇バス新川営業所には那覇市内線も乗り入れている。これらの路線は那覇市外でも運賃は那覇市内均一運賃扱いとなっている。
下表の運行会社の「琉球」は琉球バス交通の路線、「沖縄」は沖縄バスの路線、「那覇」は那覇バスの路線、「東陽」は東陽バスの路線、複数表記は共同運行路線。 ※BT=バスターミナル
| 国道329号（兼城十字路）経由                                  | 国道329号（兼城十字路）経由    | 国道329号（兼城十字路）経由 | 国道329号（兼城十字路）経由                       | 国道329号（兼城十字路）経由   | 国道329号（兼城十字路）経由                                                                                | 国道329号（兼城十字路）経由        |
| 番号                                                         | 路線名                         | 運行会社                    | 起点                                              | 終点                          | 市町村 | 南風原町内の主な経由地             |
| ------------------------------------------------------------ | ------------------------------ | --------------------------- | ------------------------------------------------- | ----------------------------- | --- | ---------------------------------- |
| 30                                                           | 泡瀬東線                       | 東陽                        | 那覇BT                                            | 泡瀬営業所                    | 那覇市 - 南風原町 - 与那原町 - 西原町 - 中城村 - 北中城村 - 沖縄市 - うるま市                              | 町内全区間国道329号経由 兼城十字路 |
| 37                                                           | 那覇新開線                     | 東陽                        | 那覇BT                                            | 南城市役所 （一部馬天営業所） | 那覇市 - 南風原町 - 与那原町 - 南城市                                                                      | 町内全区間国道329号経由 兼城十字路 |
| 38                                                           | 志喜屋線                       | 東陽                        | 那覇BT                                            | 志喜屋                        | 那覇市 - 南風原町 - 与那原町 - 南城市                                                                      | 町内全区間国道329号経由 兼城十字路 |
| 338                                                          | 斎場御嶽線                     | 東陽                        | 那覇BT                                            | 斎場御嶽入口                  | 那覇市 - 南風原町 - 与那原町 - 南城市                                                                      | 町内全区間国道329号経由 兼城十字路 |
| 39                                                           | 南城線                         | 沖縄                        | 那覇BT                                            | 南城市役所                    | 那覇市 - 南風原町 - 与那原町 - 南城市                                                                      | 町内全区間国道329号経由 兼城十字路 |
| 339                                                          | 南城結の街線                   | 沖縄                        | 国立劇場おきなわ（結の街）                        | 南城市役所                    | 浦添市 - 那覇市 - 南風原町 - 南城市                                                                        | 町内全区間国道329号経由 兼城十字路 |
| 40                                                           | 大里線                         | 沖縄                        | 那覇BT                                            | 南城市役所                    | 那覇市 - 南風原町 - 南城市                                                                                 | 兼城十字路、南風原町役場前         |
| 309                                                          | 大里結の街線                   | 沖縄                        | 国立劇場おきなわ（結の街） サンエーパルコシティ前 | 南城市役所                    | 浦添市 - 那覇市 - 南風原町 - 南城市                                                                        | 兼城十字路、南風原町役場前         |
| 191                                                          | 城間（一日橋）線               | 東陽                        | 馬天営業所                                        | 屋富祖                        | 南城市 - 与那原町 - 南風原町 - 那覇市（首里） - 浦添市                                                     | 兼城十字路、県立医療センター       |
| 391                                                          | 城間（サンエーパルコシティ）線 | 東陽                        | 馬天営業所                                        | サンエーパルコシティ前        | 南城市 - 与那原町 - 南風原町 - 那覇市（首里） - 浦添市                                                     | 兼城十字路、県立医療センター       |
| 国道507号（津嘉山）経由                                      |                                |                             |                                                   |                               | |                                    |
| 番号                                                         | 路線名                         | 運行会社                    | 起点                                              | 終点                          | 市町村 | 南風原町内の主な経由地             |
| 34                                                           | 東風平線                       | 沖縄                        | 那覇BT                                            | 糸満BT                        | 那覇市 - 南風原町 - 八重瀬町 - 糸満市                                                                      | 町内全区間国道507号経由 津嘉山     |
| 35                                                           | 志多伯線                       | 沖縄                        | 那覇BT                                            | 糸満BT                        | 那覇市 - 南風原町 - 八重瀬町 - 糸満市                                                                      | 町内全区間国道507号経由 津嘉山     |
| 50                                                           | 百名（東風平）線               | 琉球                        | 那覇BT                                            | 百名BT                        | 那覇市 - 南風原町 - 八重瀬町 - 南城市                                                                      | 町内全区間国道507号経由 津嘉山     |
| 83                                                           | 玉泉洞線                       | 琉球                        | 那覇BT                                            | 玉泉洞                        | 那覇市 - 南風原町 - 八重瀬町 - 南城市                                                                      | 町内全区間国道507号経由 津嘉山     |
| 235                                                          | 志多伯おもろまち線             | 沖縄                        | おもろまち駅前広場                                | 糸満BT                        | 那覇市 - 南風原町 - 八重瀬町 - 糸満市                                                                      | 町内全区間国道507号経由 津嘉山     |
| 334                                                          | 国立劇場おきなわ線             | 沖縄                        | 国立劇場おきなわ                                  | 糸満BT                        | 浦添市 - 那覇市 - 南風原町 - 八重瀬町 - 糸満市                                                             | 町内全区間国道507号経由 津嘉山     |
| 51                                                           | 百名（船越）線                 | 琉球                        | 那覇BT                                            | 百名BT                        | 那覇市 - 南風原町 - 八重瀬町 - 南風原町 - 南城市                                                           | 津嘉山、神里                       |
| 54                                                           | 前川線                         | 琉球                        | 那覇BT                                            | 玉泉洞                        | 那覇市、南風原町、八重瀬町、南城市                                                                         | 津嘉山、神里                       |
| 200                                                          | 糸満おもろまち線               | 沖縄                        | おもろまち駅前広場                                | 糸満BT                        | 那覇市 - 南風原町 - 八重瀬町 - 糸満市                                                                      | 津嘉山                             |
| 沖縄自動車道経由路線（南風原町内で県立医療センターのみ停車） |                                |                             |                                                   |                               | |                                    |
| 番号                                                         | 路線名                         | 運行会社                    | 起点                                              | 終点                          | 市町村 | 南風原町内の主な経由地             |
| 111                                                          | 高速バス                       | 琉球 沖縄 那覇 東陽         | 那覇空港                                          | 名護BT                        | 那覇市 - 南風原町 - 西原町 - 宜野湾市 - 中城村 - 北中城村 - 沖縄市 - うるま市 - 金武町 - 宜野座村 - 名護市 | 県立医療センター                   |
| 117                                                          | 高速バス （美ら海直行）        | 琉球 沖縄 那覇              | 那覇空港                                          | ホテルオリオンモトブ          | 那覇市 - 南風原町 - 西原町 - 宜野湾市 - 中城村 - 北中城村 - 沖縄市 - うるま市 - 名護市 - 本部町            | 県立医療センター                   |
| 113                                                          | 具志川空港線                   | 琉球                        | 那覇空港                                          | 具志川BT                      | 那覇市 - 南風原町 - 西原町 - 宜野湾市 - 中城村 - 北中城村 - 沖縄市 - うるま市                              | 県立医療センター                   |
| 123                                                          | 石川空港線                     | 琉球                        | 那覇空港                                          | 東山駐車場                    | 那覇市 - 南風原町 - 西原町 - 宜野湾市 - 中城村 - 北中城村 - 沖縄市 - うるま市                              | 県立医療センター                   |
| 127                                                          | 屋慶名（高速）線               | 沖縄                        | 旭町                                              | 屋慶名BT                      | 那覇市 - 南風原町 - 西原町 - 宜野湾市 - 中城村 - 北中城村 - 沖縄市 - うるま市                              | 県立医療センター                   |
| 那覇市内線（那覇市 - 南風原町）                              |                                |                             |                                                   |                               | |                                    |
| 番号                                                         | 路線名                         | 運行会社                    | 起点                                              | 終点                          | 那覇市内の主な経由地                                                                                       | 南風原町内の主な経由地             |
| 1                                                            | 首里牧志線                     | 那覇                        | 新川営業所                                        | 三重城                        | 首里駅、国際通り                                                                                           | 県立医療センター                   |
| 2                                                            | 識名開南線                     | 那覇                        | 新川営業所                                        | 三重城                        | 識名園、寄宮、開南                                                                                         | 県立医療センター                   |
| 3                                                            | 松川新都心線                   | 那覇                        | 新川営業所                                        | 三重城                        | 識名園、真和志、松川、新都心、泊高橋                                                                       | 県立医療センター                   |
| 4                                                            | 新川おもろまち線               | 那覇                        | 新川営業所                                        | おもろまち駅前広場            | 識名園、識名、開南、国際通り、新都心                                                                       | 県立医療センター                   |
| 5                                                            | 識名牧志線                     | 那覇                        | 新川営業所                                        | 三重城                        | 識名園、石田、松川、国際通り                                                                               | 県立医療センター                   |
| 12                                                           | 国場線                         | 那覇                        | 那覇BT                                            | 新川営業所                    | 壺川、国場                                                                                                 |                                    |
| 14                                                           | 牧志開南循環線                 | 那覇                        | 新川営業所（循環）                                | 新川営業所（循環）            | 識名園、石田、真和志、開南、国際通り、山川、首里駅、崎山                                                   | 県立医療センター                   |
| 15                                                           | 寒川線                         | 那覇                        | 新川営業所                                        | 三重城                        | 寒川、国際通り                                                                                             | 県立医療センター、盲学校前         |
| 16                                                           | 新川石嶺線                     | 那覇                        | 新川営業所                                        | 石嶺団地東                    | 県立医療センター、那覇インター、首里駅、石嶺団地入口                                                       | 県立医療センター                   |
| 18                                                           | 首里駅線                       | 沖縄                        | 新川営業所                                        | 首里駅前                      | 壺川、国場、崎山                                                                                           | 県立医療センター                   |
| 19                                                           | 首里駅循環線                   | 那覇                        | 新川営業所（循環）                                | 新川営業所（循環）            | 首里駅 | 県立医療センター、開邦高校・中学前 |

かつては県道128号や県道240号を通る路線もあったがいずれも廃止された。

### 道路
- 沖縄自動車道
  - 那覇料金所(市町境を超えた場所にある那覇市の那覇インターチェンジが最寄り)
- 那覇空港自動車道（国道506号）
  - 南風原道路（南風原北インターチェンジ）
  - 南風原道路・豊見城東道路（南風原南インターチェンジ）
- 国道329号
  - 南風原バイパス、与那原バイパス
- 国道507号
  - 津嘉山バイパス
- 沖縄県道82号那覇糸満線（主要地方道）
- 沖縄県道86号南風原知念線（主要地方道）
  - 南部東道路（地域高規格道路）
- 沖縄県道48号線
- 沖縄県道128号線
- 沖縄県道236号玉城那覇自転車道線（沖縄のみち自転車道・予定）
- 沖縄県道240号南風原与那原線
- 沖縄県道241号宜野湾南風原線

## 名所・旧跡・観光スポット・祭事・催事

### 公共施設

地域交流センター南風原町立中央公民館

公民館図書室

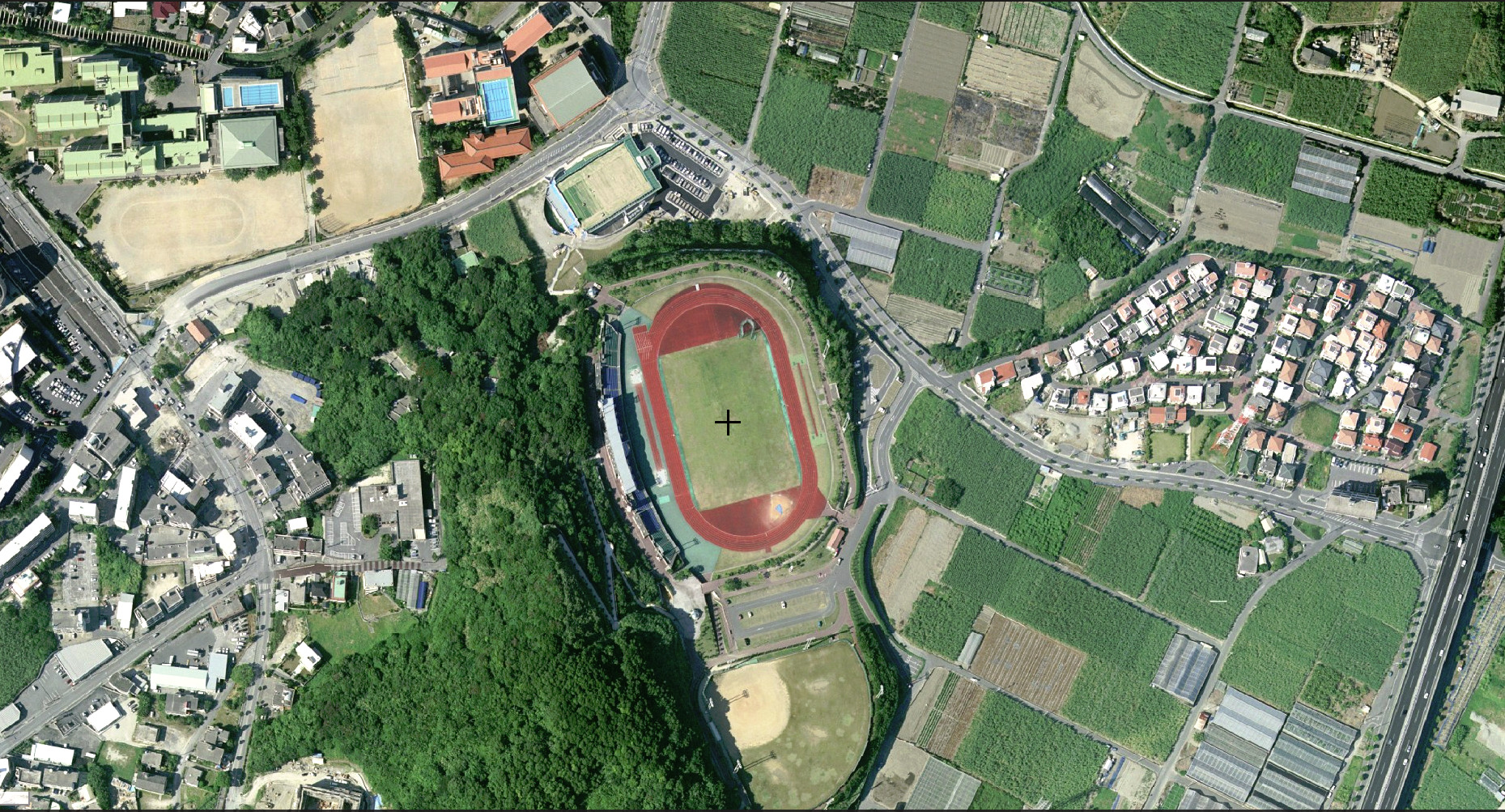
黄金森公園陸上競技場

- 地域交流センター南風原町立中央公民館
- 沖縄県公文書館
- 黄金森公園[5][6]
  - 黄金森公園陸上競技場[7][8]
  - 黄金森公園野球場[9][10]
  - 黄金森公園体育館[11]黄金森公園陸上競技場

### 観光
- 黄金戦隊かぼっちゃマン - ローカルヒーロー

## 著名な出身者
- 知念慶（プロサッカー選手）
- 神里和毅（プロ野球選手）
- Nana（MAXのメンバー）
- 仲座健太（喜屋武出身）- お笑いコンビハンサム、FECオフィス所属、南風原町観光大使
- ノーブレーキ（お笑い芸人）
- 金城哲夫（脚本家）
- 飛び安里
- 仲里利信（衆議院議員）
- 照屋勇賢 (現代美術家)